# کوه آلایتا
کوه آلایتا (به لاتین: Mount Alayta) یک آتشفشان سپری در اتیوپی است که در منطقه اداری ۲ (عفر) واقع شده‌است. کوه آلایتا ۱٬۵۰۱ متر بالاتر از سطح دریا واقع شده‌است.